# Linux-Magazin

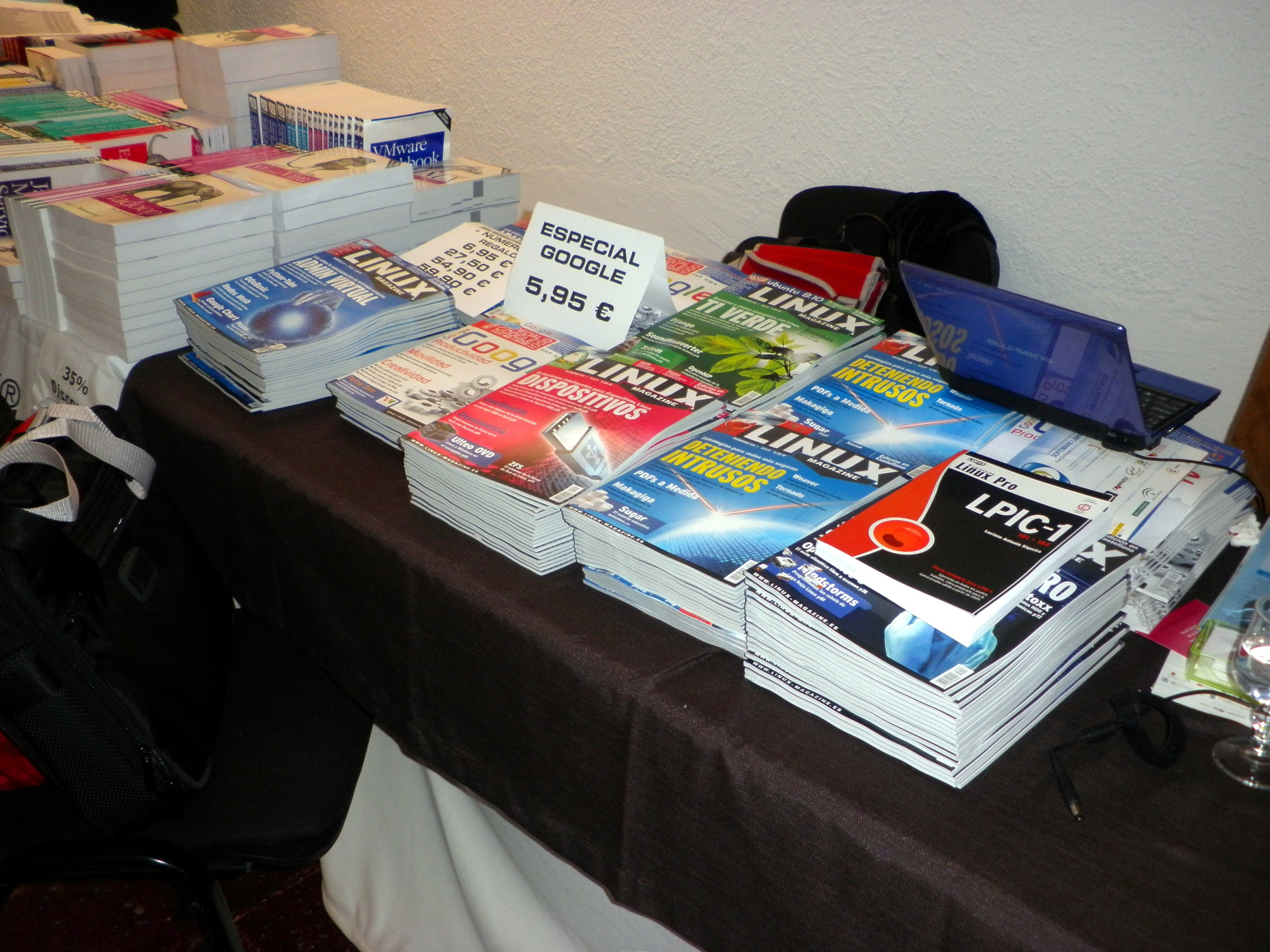
Stand mit spanischsprachigen Exemplaren

Das Linux-Magazin (unter anderem in der englischsprachigen Ausgabe „Linux Magazine“ geschrieben) ist eine Special-Interest-Zeitschrift, die von Computec Media herausgegeben wird. Sie wendet sich an Leser, die professionell mit Linux arbeiten. Das Linux-Magazin ist weltweit die zweitälteste Zeitschrift über Linux (und nach eigenen Angaben die älteste Europas). Die erste Ausgabe erschien im Oktober 1994 als Informationsblatt der DELUG. Der Slogan der Zeitschrift lautet „Die Zeitschrift für Linux-Professionals“.
Die gedruckte Auflage war im Jahr 2013 mit 36.000 Exemplaren angegeben. Im Jahr 2017 betrug sie nur noch 19.000 Stück, welche für das Jahr 2020 auf 16.400 Exemplare herunter gesetzt wurde. Im Jahr 2021 betrug die Auflage 12.000 Exemplare, im Jahr 2022 noch 10.200 Exemplare. Im Jahr 2023 wurde die Auflage mit 9.400 Exemplaren angegeben, ab dem Jahr 2024 noch mit 9.100 Exemplaren.

## Erscheinungsweise
Die Zeitschrift erscheint an jedem ersten Donnerstag eines Monats. Eine Ausgabe kostet im Einzelhandel 6,90 € in Deutschland, 7,80 € in Österreich und 11,50 sfr in der Schweiz. Seit der Ausgabe 11/2008 gibt es am Kiosk parallel eine Ausgabe mit der so genannten DELUG-DVD für 8,90 € (9,90 € in Österreich und 14,50 sfr in der Schweiz) frei zu kaufen. Dieses Heft mit Datenträger war zuvor nur in Form eines speziellen Abos zu haben.
Unregelmäßig wird ein Sonderheft mit Spezialthemen wie Netzwerk, Sicherheit oder Hardware herausgegeben. Als Verlagskooperationen existieren auch Ausgaben des Linux-Magazins auf Englisch und Polnisch.

## Inhalte
Das Linux-Magazin richtet sich vor allem an professionelle Linux-Anwender. Jeden Monat werden Schwerpunktthemen behandelt. Diese stammen aus verschiedenen Bereichen des Linux-Umfeldes: Internet-Anwendungen, Programmierung, Sicherheit usw.
Daneben gibt es noch einige feste Rubriken, die in jedem Heft vertreten sind, Aktuell: News aus der Linux-Welt, Zahlen und Trends, Kernel-News, Insecurity Bulletin von Mark Vogelsberger, eine Kolumne „Aus dem Alltag eines Sysadmin“, Programmier-Snapshot (vor 2017: Perl-Snapshot) sowie Kern-Technik (Know-how zum Linux-Kernel) und eine Reihe zu C++.
Zu erwähnen ist, dass das Linux-Magazin die einzige deutschsprachige Zeitschrift war, die über Nachrichten aus dem Sicherheitsumfeld detailliert (ca. 5 Seiten pro Ausgabe) monatlich berichtet. Mittlerweile haben die InSecurity News auch Einzug in die internationalen Ausgaben des Linux Magazins gehalten. Die InSecurity News wurden im Mai 2011 durch das Insecurity Bulletin als Online-Blog abgelöst. Dieses bietet jetzt detailliertere Artikel und Analysen von aktuellen Sicherheitslücken. Der Internetauftritt des Linux-Magazins stellt ebenfalls ein kostenloses Heft-/Artikelarchiv zur Verfügung, wobei lediglich die Bezahlinhalte der letzten zehn Ausgaben vom freien Zugriff ausgenommen sind (Stand: April 2018).

## Weitere Zeitschriften
Aus der Rubrik LinuxUser entstand die gleichnamige Zeitschrift, die sich an Endbenutzer wendet.
Vom selben Verlag wurde auch die Zeitschrift easyLinux vertrieben, die sich besonders an Linux-Einsteiger ohne Vorkenntnisse richtet und seit Ende 2018 in LinuxUser integriert ist.
Die weltweit älteste Print-Zeitschrift (Start: März 1994), die sich fast ausschließlich mit Linux beschäftigt, war das englischsprachige Linux Journal, das seit August 2019 auch als Onlineausgabe nicht mehr erhältlich ist.